# 南海グループカード minapita
南海グループカード minapita（なんかいグループカード ミナピタ）は、南海電気鉄道（南海）が発行しているPiTaPa対応の2枚セットのICカードである。

## 概要
minapitaはクレジットカードとPiTaPaカードの2枚セットで発行される（ジュニア・キッズカードはPiTaPaカードのみの発行だが、minapitaのロゴが入っている）。なお「minapitaクレジットカード」のみの発行は受け付けているが、「minapita PiTaPaカード」のみの発行は受け付けていない。
クレジットカードの方には、なんばパークスが発行している「パークスカード」も付加されており、なんばパークスで買い物をするとパークスポイントもたまる。
「minapitaクレジットカード」はVISAブランドが三井住友カード、JCBブランドがアプラスと南海電気鉄道が提携して発行する。アプラスは南海電鉄資本のショッピングセンター、なんばCITYとの提携カード、「CITYカード」を発行していたが「minapitaカード」として新しくなった。
また、クレジットカード機能がなく、PiTaPaカードも付属しない「minapitaポイントカード」も発行されている。

## 沿革
- 2006年2月17日：minapitaの発行を開始。基本ポイント、プラスポイント、ボーナスポイントを導入[1][2]。
- 2006年7月1日[2][3]
  - 南海電気鉄道でのPiTaPaの利用が可能となる。
  - 南海なんば駅土・休日ポイント、レール&ショッピングポイントを導入。
- 2007年4月1日[4][5]
  - 南海・泉北および両社の連絡定期券でPiTaPa定期サービスを開始。
  - PiTaPa定期ポイントを導入。
- 2009年3月3日：なんばCITYとなんばパークスの計500店において（一部店舗を除く）、minapitaを含めたPiTaPaと、NTTドコモのiDの利用が可能となった。関西の商業施設において、PiTaPaとiDが導入された店舗数・規模で最大のもの。
- 2009年3月20日：阪神なんば線開業に伴い、南海・阪神IC連絡定期券（難波接続）の販売を開始[6][7]。
- 2014年3月14日：南海・近鉄IC連絡定期券（河内長野接続）[8]、南海・JR西日本IC連絡定期券（新今宮、羽衣、三国ヶ丘、りんくうタウン接続）の発売を開始[9]。
- 2015年2月25日：minapita Webサービスを開始[10]。
- 2015年3月1日：京阪・JR西日本・南海IC定期券（新今宮接続）の発売を開始[11]。
- 2017年3月25日：ICOCA、ICOCA定期券、ICOCA連絡定期券の発売を開始[12]。
- 2017年4月1日：「パークス・シティカード」などのポイントサービスをminapitaと統合し、minapita pointサービスを開始する[13]。
- 2017年7月15日：南海・JR西日本IC連絡定期券（和歌山市接続）の発売を開始[14]。
- 2018年4月1日
  - 南海とOsaka Metro（難波・天下茶屋・中百舌鳥接続）および同社を介し阪神・阪急・京阪に至る経路（難波接続）のIC連絡定期券の発売を開始[15]。
  - 泉北・Osaka Metro（中百舌鳥接続）IC連絡定期券の販売を開始[16]。
- 2019年3月29日：南海・近鉄IC連絡定期券（難波接続）、南海・Osaka Metro・阪急IC連絡定期券（天下茶屋接続）、南海・Osaka Metro・京阪IC連絡定期券（天下茶屋接続）の発売を開始[17]。
- 2020年3月14日：南海・JR西日本IC連絡定期券（橋本接続）の発売を開始[18]。
- 2020年4月1日：ポイントサービスの内容を変更[19]。
- 2020年8月8日：南海・Osaka Metro・近鉄IC連絡定期券（天下茶屋接続）の発売を開始[20]。
- 2023年3月1日[21]
  - ICカード登録型minapitaポイント還元サービスを開始。
  - 南海特急ポイントからminapitaポイントへの交換が可能となる。また、minapitaポイントから南海特急ポイントへの交換レートがminapitaポイント10ポイントから南海特急ポイント13ポイントに変わる。
- 2023年3月31日：この日をもって、minapitaポイントから特急券引換券への交換を終了[22]。
- 2023年4月1日：なんばスカイオ・なんばEKIKANがプレミアム対象施設となる[23]。

## minapitaポイント
以下のようなポイント制度となっている。なお、minapitaポイントカードの場合は、下記で「ポイントカード機能によるポイント」と表しているもののみが付与される。
- ショッピング
  - なんばパークス・なんばCITY・なんばスカイオ・なんばEKIKANではクレジットポイントが付与される。上記4施設の前年度の利用額に応じて、ポイント付与率が変化する。また、駐車場サービスやシネマ割引なども適用される。これに加え、ポイントカード機能によるポイントが付与される[26]。
  - プラットプラットなどの一部店舗では、クレジットポイントとポイントカード機能によるポイントの両方が付与される[26]。
  - 高島屋大阪店・堺店・泉北店やパンジョなどでは、200円の支払いごとに2ポイントが付与される[26]。
  - 上記店舗以外では、200円の支払いごとに1ポイントが付与される。
- 交通利用
  - 南海電鉄・泉北高速鉄道にPiTaPaで乗車することで、200円の支払いごとに1ポイントが付与される。
  - 南海・特急チケットレスサービスや南海電鉄・泉北高速鉄道発行の定期券の支払いで、200円の支払いごとに2ポイントが付与される。
  - ICカード登録型minapitaポイント還元サービスに登録している場合、同サービスによりポイントが付与される。

たまったポイントは以下の用途に使用できる。
- 一部店舗での支払いに1ポイントごとに1円として使用できる。
- minapitaギフト券に交換できる。500ポイントごとに500円相当のギフト券となるが、1回の交換につき3000ポイント以上を交換する必要がある。
- minapitaポイント10ポイントを南海特急ポイント（南海・特急チケットレスサービスで使用できる）13ポイントに、南海特急ポイント10ポイントをminapitaポイント7ポイントに交換できる。ただし、両ポイントサービスの名義人が同一である必要がある。
- 食品やカタログギフトなどの商品と交換できる。

## ICカード登録型minapitaポイント還元サービス
2023年3月1日開始。PiTaPa（minapita PiTaPaカード以外も含む）およびICOCAを対象としたサービスで、南海電鉄または泉北高速鉄道への乗車時に、minapitaポイントマイレージで利用登録済みのICカードを使用して自動改札機から入出場した場合にポイントが付与されるもの。なお、当月分（1日から末日まで）のポイントは翌月15日に付与される。
- 利用額ポイント
  - 月初日から末日までの利用額200円に対して1ポイントを付与。
    - 南海利用分と泉北利用分は別々に計上される。
    - 定期区間内は対象外となる。
- 利用回数ポイント（ICOCAのみ）
  - 月初日から末日までに同一運賃区間を11回以上乗車した場合、11回目以降の運賃の10%相当額のminapitaポイントを付与。
    - 南海利用分と泉北利用分は別々に計上される。
    - 定期区間内は対象外となる。

  - PiTaPaは従前より同様の割引制度があることから対象外となる[2]。
  - キャンペーンによりポイントの割合が上昇することがある。
- 時差通勤応援ポイント（2023年3月1日 - 9月30日）
  - 平日ダイヤで難波駅・新今宮駅・天下茶屋駅で8:30 - 9:30に出場すると、1日1回に限り30ポイントを付与。
    - 定期区間内の利用でも付与される。

## イメージキャラクター

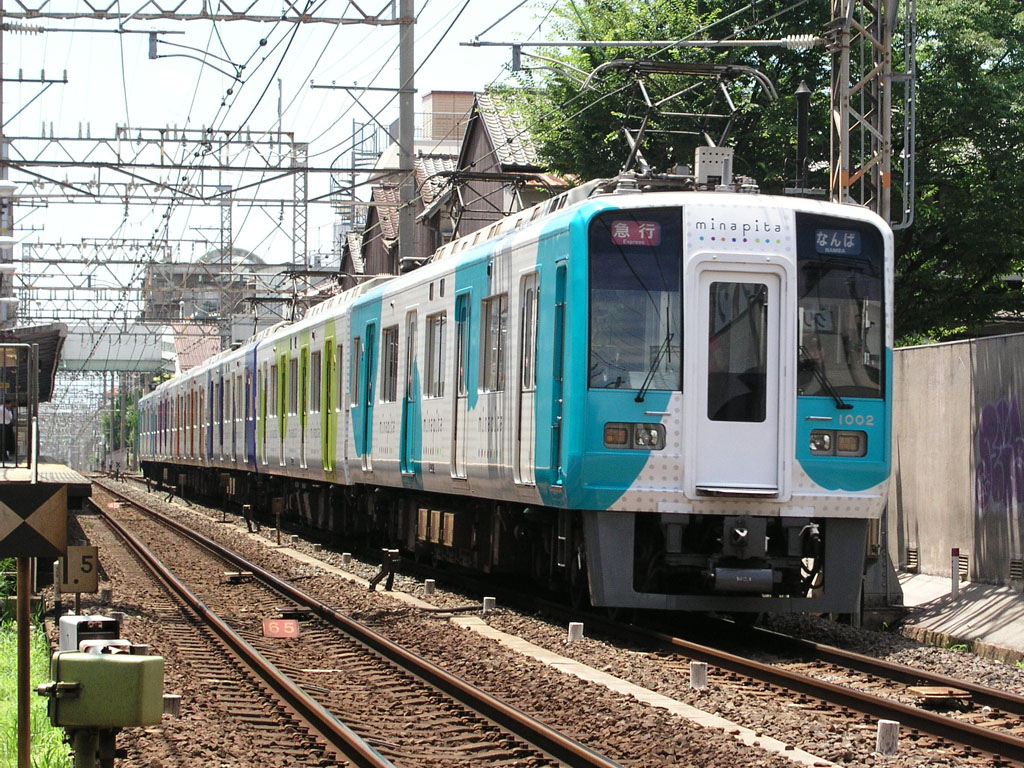
minapitaラッピング編成

minapitaのイメージキャラクターには、もの仲間である「minamo（ミナモ）」がいる。minamoは8匹で、色が違う。会話では語尾に必ず「も」がくっつく。minapitaのロゴと同色のためminapitaもminamoの仲間と思っていたが、8匹揃って「今は違う」と言っている。また、とても知りたいことがあると色々なところに張り付くようである。そのminamoラッピング編成は1000系のうち2編成（高野線・南海線に各1編成ずつ。全て6両編成）が走っている。外観はminamoだらけのフルラッピング車両で、車両ごとに色が違う。デビュー当時はminapitaの宣伝しかなかったが、現在は様々な広告が設置されている。minamoはそれ以外にも、minapitaのPRの一つである四コマ漫画に「ナミ」と一緒に出現。また、minapitaのパンフレットでは所々でしゃべっている。好きなことはminapitaを持ってミナミを散歩することだが、あまり使い方がよくわからないのか、みんなと一緒にminapitaの使い方を勉強したがっている。

## minapitaの意味
導入時のプレスリリースでは「当社沿線エリアである大阪南部から和歌山にかけての地域で、皆さまに幅広くご愛用いただくことをイメージして、“みんなにピッタリ ミナミの PiTaPa”をキャッチフレーズに名づけました。」とある。

## その他
- 「南海グループカード minapita」のほか、「ミナピタカード」や「ミナピタ」、「minapitaカード」とも呼称されている。
- ロゴはminapitaの文字とイメージキャラクターminamoと同色の丸を採用していた。現在は別のロゴに変更されている。
- キャッチフレーズは「ミナミで買う+PiTaPaで乗る＝minapita」と「ミナミで『買う』+『乗る』=『得する』」。
- 泉北高速鉄道の各駅にも、同カードの発行手続き用紙を設置している。
- 姉妹カードとして関西国際空港のサービスを強化した、KANKU CLUBカードが存在していた（発行元は南海だが、minaiptaと違うサービスがある。IC定期券未対応）。
- 導入前日の23時30分にICカードで入場し、出場時に改札のゲートが閉まったというトラブルがあった。乗客は現金で運賃を支払い、乗車記録を消去する事態になった。

## 注意事項
- 駅の券売機やホームの特急券券売機ではPiTaPaのポストペイで特急券・座席指定券の購入はできない。
- 三国ヶ丘駅でJRに乗り換える際に、利用するICカードをPiTaPaからICOCAに切り替えたい場合には、一旦改札を出る必要があった。現在は両社の改札が分離されたため、運賃の決済方法に関わらず改札を出る必要がある。
- りんくうタウン駅はグーパスに対応していなかった。
- NATTS鉄道倶楽部で予約した定期券は仮にPiTaPaカードを持っていても、いきなりIC定期券として発行することができなかった（後でPiTaPaカードに搭載することは可能）。